# 1900 a tudományban
Az 1900. év a tudományban és a technikában.

## Fizika
- Paul Villard francia fizikus és kémikus felfedezi a gamma-sugarakat

## Régészet
- Arthur Evans brit régész Krétán megkezdi knósszoszi ásatásait

## Születések
- január 25. – Theodosius Dobzhansky ukrajnai születésű amerikai genetikus, zoológus († 1975)
- március 9. – Howard H. Aiken amerikai mérnök, a számítástechnika egyik úttörője († 1973)
- március 19. – Frédéric Joliot-Curie Nobel-díjas kémikus és atomfizikus († 1958)
- április 25. – Wolfgang Pauli Nobel-díjas svájci fizikus († 1958)
- április 26. – Charles Richter amerikai szeizmológus († 1985)
- május 10. – Cecilia Payne brit származású amerikai csillagász († 1979)
- június 5. – Gábor Dénes Nobel-díjas fizikus, gépészmérnök, villamosmérnök, a holográfia feltalálója († 1979)
- július 29. – Mihail Klavgyijevics Tyihonravov orosz, szovjet mérnök, rakétatervező, a műszaki tudományok doktora († 1974)
- augusztus 25. – Hans Adolf Krebs Nobel-díjas (megosztva) német-brit orvos és biokémikus († 1981)
- december 12 – Telkes Mária magyar származású amerikai tudós, feltaláló, a napenergia kutatásának egyik úttörője († 1995)

## Halálozások
- február 21. – Charles Piazzi Smyth skót csillagász (* 1819)
- március 6. – Gottlieb Daimler német gépészmérnök, 1890-ben alapított autógyárában készítették az első Mercedes modellt (* 1834)
- március 15. – Elwin Bruno Christoffel német matematikus (* 1829)
- április 5. – Joseph Bertrand francia matematikus (* 1822)
- augusztus 4. – Jean-Joseph Étienne Lenoir belga mérnök, feltaláló (* 1822)